# 7501 Фарра
7501 Фарра  (7501 Farra) — астероїд головного поясу, відкритий 9 листопада 1996 року.
Тіссеранів параметр щодо Юпітера — 3,152.